# Klaus Richter (Rechtswissenschaftler)
Klaus Richter (* 1965) ist ein deutscher Rechtswissenschaftler, Rechtshistoriker und Autor. Er ist Privatdozent für Deutsche Rechtsgeschichte und Bürgerliches Recht an der Humboldt-Universität zu Berlin. Zudem setzt er sich kritisch mit parawissenschaftlichen Thesen, insbesondere zur Prä-Astronautik, auseinander.

## Ausbildung
Nach seinem Abitur am Ludwigsgymnasium Saarbrücken im Jahr 1985 studierte Richter Rechtswissenschaften an der Universität des Saarlandes und der Rheinischen Friedrich-Wilhelms-Universität Bonn. Das erste und zweite juristische Staatsexamen legte er 1992 bzw. 1994 im Saarland ab.

## Rechtswissenschaftliche Tätigkeit
Von 1994 bis 1998 war Richter wissenschaftlicher Mitarbeiter am Lehrstuhl für Deutsche Rechtsgeschichte und Bürgerliches Recht (Elmar Wadle) der Universität des Saarlandes. Dort promovierte er 1997 mit einer rechtshistorischen Arbeit zum öffentlichen Strafrecht während der Herrschaft Friedrichs I. (Barbarossas) im 12. Jahrhundert zum Dr. iur. Von 1999 bis 2005 war er wissenschaftlicher Assistent bei Christian Kirchner am Lehrstuhl für deutsches, europäisches und internationales Zivil- und Wirtschaftsrecht und Institutionenökonomik der Humboldt-Universität zu Berlin.
Mit einer rechtshistorisch-analytischen Untersuchung der Wirkungsgeschichte des deutschen Kartellrechts vor 1914 schloss er im Juli 2005 seine Habilitation an der Juristischen Fakultät der Humboldt-Universität ab. Im August desselben Jahres wurde Richter dort zum Privatdozenten mit der Lehrbefugnis in den Fächern Deutsche Rechtsgeschichte und Bürgerliches Recht ernannt. Im Februar 2008 wurde seine Lehrbefugnis um das Fach Europäisches Privatrecht erweitert.
Zu Richters Forschungsschwerpunkten in der Rechtsgeschichte gehört die Geschichte des Kartellrechts vor 1914. Die Forschungsschwerpunkte im Bürgerlichen Recht liegen im Bereich der Harmonisierung des europäischen Vertragsrechts, des Verbraucherschutzrechtes und parallelen Entwicklungen im japanischen Zivilrecht. Seit 2005 ist Richter Mitglied der Gesellschaft für Rechtsvergleichung, seit 2007 Mitglied der Zivilrechtslehrervereinigung.
Richter übernahm Vertretungsprofessuren an der Europa-Universität Viadrina in Frankfurt (Oder) im Wintersemester 2006/2007, an der Ruprecht-Karls-Universität Heidelberg im Sommersemester 2008 und an der Universität Rostock vom Wintersemester 2008/2009 bis Wintersemester 2009/2010. Seit Oktober 2010 ist er Justiziar an der Technischen Universität Berlin.

## Kritik an der Prä-Astronautik
Von 1987 bis 2001 war Richter Mitglied in der Forschungsgesellschaft für Archäologie, Astronautik und SETI, die aus der mit Erich von Däniken in Verbindung stehenden Ancient Astronaut Society hervorging. Unwissenschaftlichkeit und Manipulation von Fakten in der Prä-Astronautik führten zum Ende seiner Mitgliedschaft. Richter hat mehrere kritische Beiträge zur Paläo-SETI-Hypothese veröffentlicht. Seit Januar 2003 ist er Mitglied in der Gesellschaft zur wissenschaftlichen Untersuchung von Parawissenschaften (GWUP).

## Veröffentlichungen (Auswahl)

### Rechtswissenschaft
- Friedrich Barbarossa hält Gericht. Zur Konfliktbewältigung im 12. Jahrhundert. Böhlau, Köln 1999, ISBN 3-412-06899-3.
- Deutsches Kolonialrecht in Ostafrika 1885–1891. Peter Lang, Frankfurt am Main 2001, ISBN 3-631-37578-6.
- Haustürwiderrufsrichtlinie und „Schrottimmobilien,“ gemeinsam mit Thorsten Käseberg. In: EuzW. Jg. 2006, S. 46–49.
- Der Berliner Entwurf zur Schuldrechtsmodernisierung und seine Perspektiven für eine Neugestaltung des BGB im Wettbewerb mit einem Europäischen Zivilgesetzbuch. In: Humboldt Forum Recht. 2006, Beitrag 2. (Fundstelle)
- Privatautonomie und Verbraucherschutz im Lichte der Pläne zur Schaffung eines Europäischen Zivilgesetzbuches – dargestellt am Beispiel des Letztverkäuferregresses. In: AcP. 206 (Heft 1)
- Die Wirkungsgeschichte des deutschen Kartellrechts vor 1914. Mohr Siebeck, Tübingen 2007, ISBN 978-3-16-149232-7.
- BGB und Europäisches Zivilgesetzbuch. Trennungs- und Abstraktionsprinzip im Lichte der Harmonisierung europäischen Privatrechts. In: T. Chiusi, Th. Gergen, H. Jung (Hrsg.): Das Recht und seine historischen Grundlagen. Duncker & Humblot, Berlin 2008, ISBN 978-3-428-12628-6.
- Risikoverteilung in Projektentwicklungsverträgen. In: AcP. 209 (Heft 3/4)
- Zivilrechtlicher Diskriminierungsschutz im Arbeitsrecht. In: W.A. Kaal, M. Schmidt, A. Schwartze (Hrsg.): Recht im ökonomischen Kontext – Festschrift zu Ehren von Christian Kirchner. Mohr Siebeck, Tübingen 2014, ISBN 978-3-16-153123-1.

### Kritisches zur Prä-Astronautik
- Der unterschätzte Baumeister – Spekulationen und Erkenntnisse über die Architektur der Cheops-Pyramide. In: Skeptiker. 2/2003.
- Kernbohrungen im alten Ägypten – Präzision auch ohne Hightech. In: Skeptiker. 2/2004.
- Die Legende vom gefälschten Königsnamen. In: Skeptiker. 4/2005.
- Erkenntnisresistent – Die Prä-Astronautik und ihr Verhältnis zu widerlegten Spekulationen. In: Skeptiker. 2/2009.
- Großprojekte im Wüstensand: Zum Pyramidenbau im alten Ägypten – Interview mit Michael Haase. In: Skeptiker. 2/2009.
- Wie auf Sand gebaut... Interview mit Michael Haase (Berlin) zum Pyramidenbaumodell von Frank Müller-Römer. In: Skeptiker. 2/2010.
- Die Grabplatte von Palenque. Ein Maya-König als Raumfahrer? In: Skeptiker. 4/2011.